# Harith ibn Abd al-Muttalib
Harith ibn ‘Abd al-Muttalib ((ar) حارث بن عبد المطلب) was een oom (van vaderszijde) van Mohammad, en wordt tot de Sahaba gerekend. Hij was een broer van Hamza ibn Abd al-Muttalib, Aboe Talib ibn Abdul Muttalib, Abdallah ibn Abd al-Muttalib (Mohammeds vader) en Abbas ibn Abd al-Mutallib.
Harith had vele zonen, waaronder:
- Abu Sufyan ibn al-Harith
- Rabi'ah ibn al-Harith
- Obaidah ibn al-Harith - de eerste moslim die tijdens gevechtshandelingen het leven liet.[1]

## Bron
1. ↑  ref